# Scellus asaroticus
Scellus asaroticus är en tvåvingeart som beskrevs av Hurley 1995. Scellus asaroticus ingår i släktet Scellus och familjen styltflugor.
Artens utbredningsområde är Utah. Inga underarter finns listade i Catalogue of Life.